# Rua do Catete

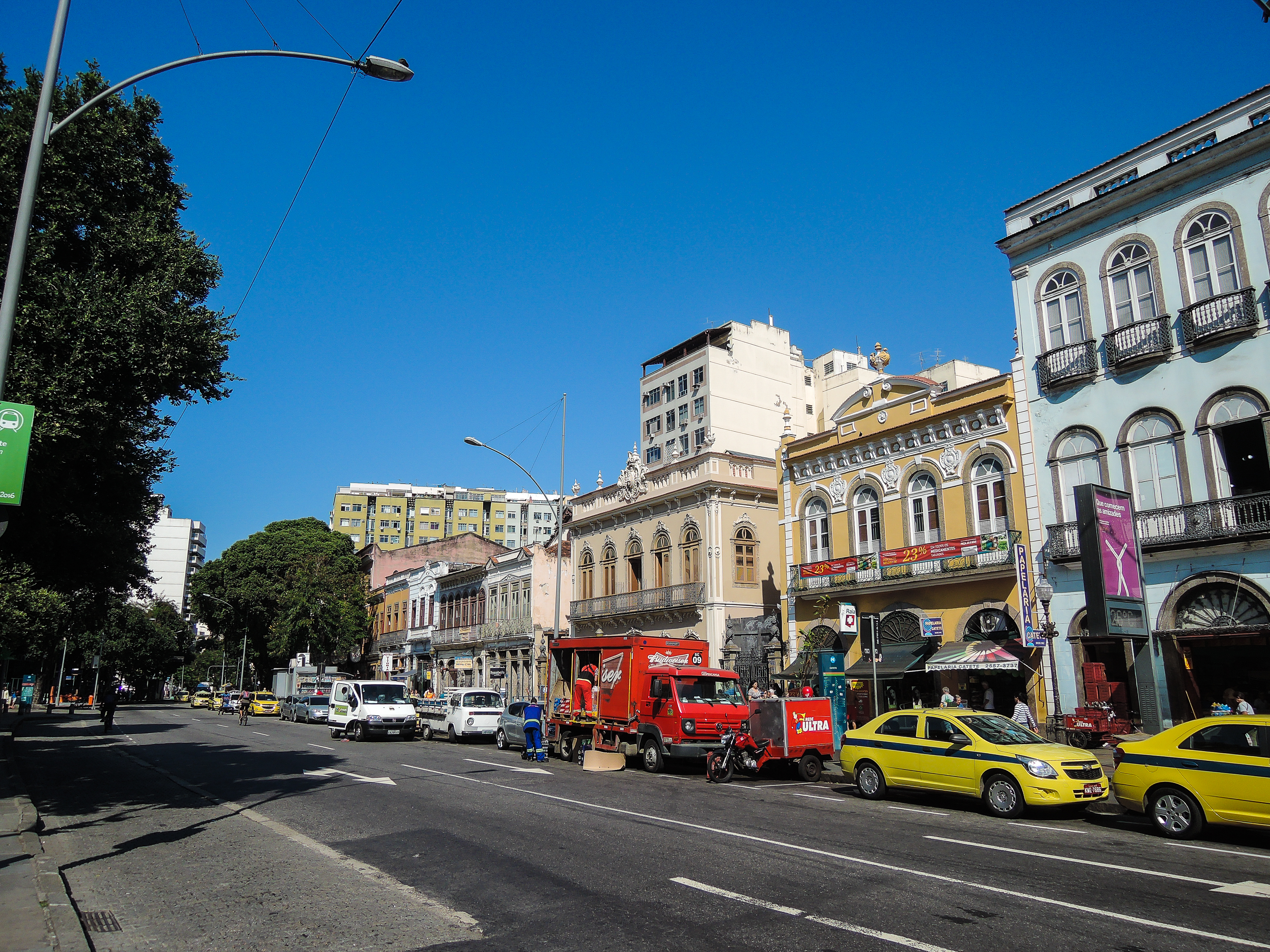
Rua do Catete

A Rua do Catete localiza-se nos bairros da Glória e do Catete, na cidade do Rio de Janeiro, no Brasil. Originou-se do Caminho do Catete, que já existia desde antes da chegada dos portugueses e dos franceses ao Rio de Janeiro no século XVI.
Atualmente, ela se divide em dois trechos: um, com o trânsito no sentido Centro-Zona Sul, que começa no Largo da Glória e vai até a Rua Pedro Américo. O outro trecho, com sentido Zona Sul-Centro, começa no Centro Integrado de Educação Pública Presidente Tancredo Neves e termina na Glória.

## Topônimo
O nome "catete" se origina da língua tupi e significa "água de mata verdadeira", através da junção dos termos ka'a ("mata"), eté ("verdadeiro") e ty ("água").

## História
Relatos antigos que descrevem as batalhas entre portugueses e franceses (os franceses lutavam com o auxílio dos índios Tamoios) já se referem ao Catete de uma forma corriqueira. O local era habitado pelos índios da aldeia Uruçumirim (Uruçu=Abelha; Mirim=pequeno), chefiada por Biraçu Merin.
Durante o governo de Antônio Salema, foi construída uma ponte (a primeira da cidade) sobre o Rio Carioca na altura da atual Praça José de Alencar - a Ponte do Catete. O Caminho do Catete seguia até a Praia de Botafogo.
Ao longo do então chamado Caminho do Catete havia um braço do Rio Carioca, o Rio Catete, que corria paralelamente ao caminho. Este rio desaguava na Praia do Russel, na Glória, onde hoje se localiza a Rua do Russel. O Rio Catete logo foi aterrado, enquanto que a Praia do Russel foi aterrada quando da construção da Avenida Beira-Mar, no início do século XX.
A partir do século XVIII, várias chácaras se estabeleceram ao longo deste caminho, bem como algumas olarias. À medida que a cidade crescia, algumas mansões foram construídas ao longo do caminho, que passaria a ser chamado Estrada do Catete.
Com a chegada de dom João VI ao Brasil, diversas casas e mansões da cidade foram requisitadas para moradia dos fidalgos portugueses. A Chácara de Botafogo, localizada no final da Estrada do Catete, na Praia de Botafogo (atual esquina da Rua Marquês de Abrantes com a Praia de Botafogo) foi oferecida à Princesa Carlota Joaquina de Bourbon por José Augusto Fernandes, filho do contratador de diamantes João Fernandes e Chica da Silva. A princesa estabeleceu aí sua morada, o que valorizou muito a região.
A partir de então, diversas casas e mansões seriam construídas na estrada, que, progressivamente, transformou-se numa rua.
Com o advento da República, a rua passou a abrigar a sede do governo federal, no Palácio do Catete.